# 雙溪 (新北市)

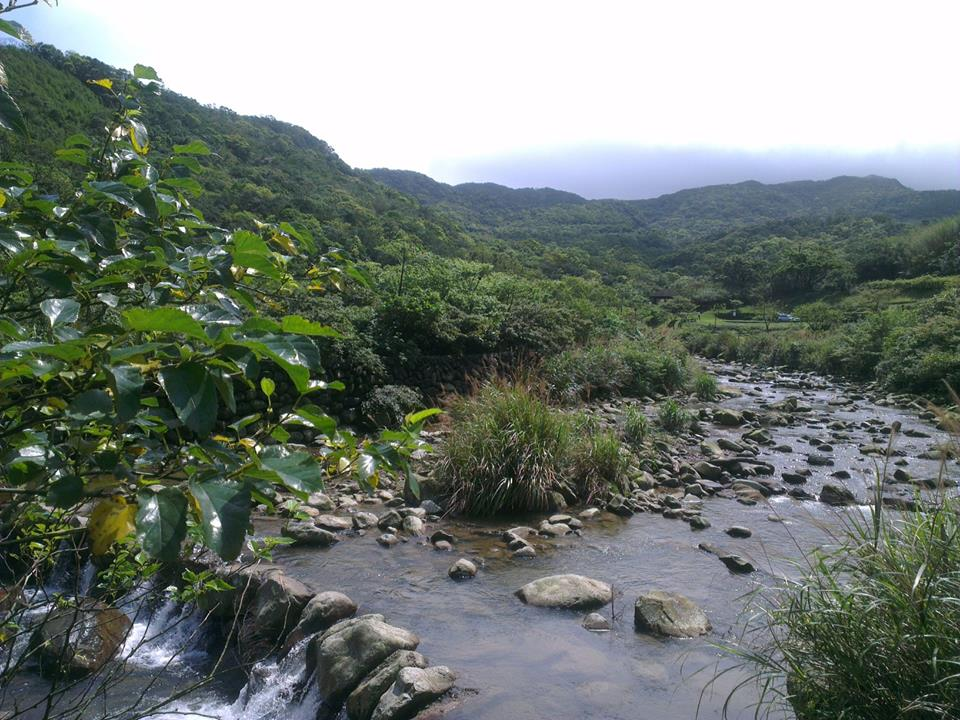
雙溪的支流遠望坑溪流經草嶺古道前段。

雙溪為一位於台灣東北部的獨立水系。

## 簡介
雙溪的幹流源於新北市雙溪區市區內，北側牡丹溪及西側平林溪交會處—雙溪老街商圈旁，即長源里中坑，後往東經貢寮區注入東海。含支流總長度26.81公里，流域面積132.50平方公里。主要支流有牡丹溪、丁子蘭溪、枋腳溪、遠望坑溪等。
其出海口為寬廣平坦的福隆河口沙嘴和金黃海灘，有著名的福隆海水浴場、福隆商圈、龍門露營區及龍門吊橋等景點。

## 水系主要河川
以下由下游至源頭列出水系主要河川，其中粗體字為主流河道。

柑腳溪

- 雙溪：新北市貢寮區、雙溪區
  - 遠望坑溪：新北市貢寮区
  - 隆隆溪
    - 龜內溪

  - 枋腳溪：新北市貢寮区
    - 石壁坑溪：新北市貢寮区
    - 內寮溪：新北市貢寮区

  - 丁子蘭溪：新北市雙溪区
  - 牡丹溪：新北市雙溪区
  - 平林溪：新北市雙溪区
    - 三叉坑溪：新北市雙溪区
    - 柑腳溪：新北市雙溪区
      - 中坑溪：新北市雙溪区
      - 盤山坑溪：新北市雙溪区

## 外部連結
- 經濟部水利署水利櫥窗-雙溪、磺溪水系